# Håkon Mjøen
Håkon Mjøen (ur. 5 listopada 1944 w Oppdal) – norweski narciarz alpejski. Najlepsze wyniki w Pucharze Świata osiągnął w sezonie 1967/1968, kiedy to zajął 12. miejsce w klasyfikacji generalnej. Zajął także 19. miejsce w gigancie na igrzyskach w Grenoble.

## Sukcesy

### Puchar Świata

#### Miejsca w klasyfikacji generalnej
- 1967/1968 – 12.
- 1968/1969 – 33.
- 1969/1970 – 52.

#### Miejsca na podium
1. Wengen – 14 stycznia 1968 (slalom) – 2. miejsce
2. Oslo 25 lutego 1968 (slalom) – 3. miejsce